# Kosovo-mező
A Kosovo-mező (horvátul: Kosovo polje) egy karsztmező Horvátországban, Dalmáciában, a Knini Krajina területén, Šibenik-Knin megyében. 

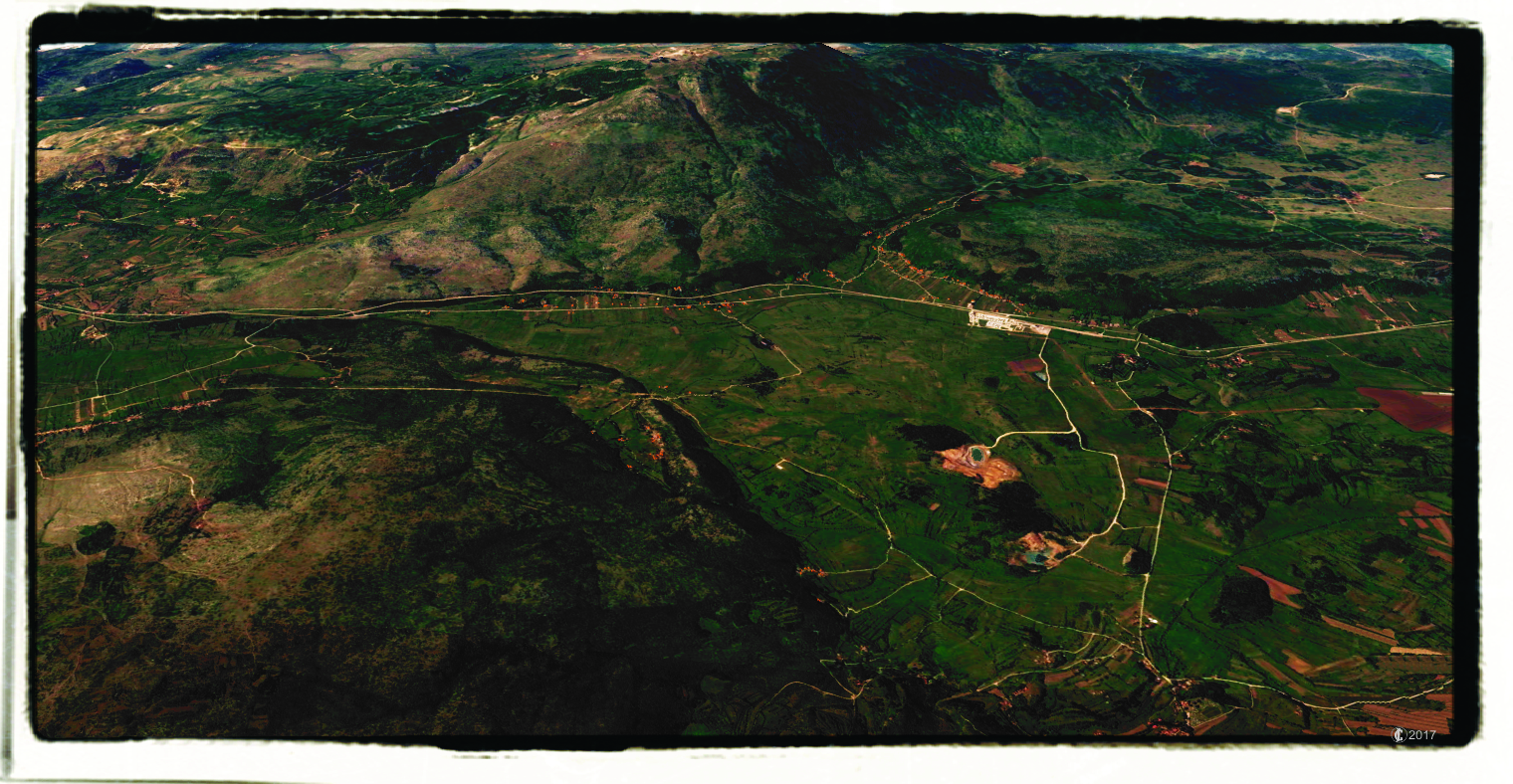
A Kosovo-mező déli részének látképe Uzdoljénél, háttérben a Prominával

## Fekvése
A Kosovo-mező Knintől délkeletre fekszik, észak-déli irányban húzódik. Területe 27 km², hosszúsága 13,5 km, legnagyobb szélessége 5 km. Tengerszint feletti magassága 235-275 méter. Nyugatról a Promina és délkeleten, keleten és északkeleten a Biočići, az Orava panja, a Kozjak és a Brda határolja. Északon a Knini-mezőtől egy 357 m magas domb, a déli Petrova-mezőtől pedig egy keskeny mészkőszurdok választja el. 
A mezőt negyedidőszaki lerakódások töltik ki. A déli részen dolomit- és breccsadombok találhatók. A mezőn időszakos patakok (mint például a Krka bal oldali mellékvize a Kosovčica) folynak át, melyek Biočić falutól nyugatra, a Klanac nevű szurdokban erednek. A mező pereme mentén fekszenek Biskupija, Vrbnik, Orlić, Uzdolje, Ramljane, Markovac és Zvjerinac települések. Áthalad a mezőn a Kninből Šibeniken át és Splitre menő vasútvonal.

## Története
A mező szélén fekvő Biskupija a kora középkorban a horvát állam központja volt. Ma ez a hely a horvát régészeti kutatás kitüntetett lelőhelye, egyben az egyik legjelentősebb óhorvát lelőhely. Régi neve „Pet Crkava na Kosovu” (Öt templom Kosovón) volt. A régi elnevezés valószínűleg a 10. századból származik, míg mai nevét később, a középkorban kapta. A püspökség itteni székhelye 1493-ban szűnt meg, ezután Orlićnak nevezték. 
A török 1522-ben szállta meg ezt a területet. A szerbek bevándorlása már a 15. században megkezdődött, de a legnagyobb méreteket 1521 és 1527 között öltötte. A térség a moreai háború során 1688-ban szabadult fel a török uralom alól. A 17. század végén az újabb velencei uralom idején újabb nagy bevándorlási hullám érkezett. A velencei uralom 1797-ig tartott, majd miután a francia seregek felszámolták a Velencei Köztársaságot osztrák csapatok szállták meg. 1809-ben a Francia Császárság Illír Tartományának része lett. 1815-ben a bécsi kongresszus újra Ausztriának adta, amely a Dalmát Királyság részeként Zárából igazgatta 1918-ig.

## Fordítás
Ez a szócikk részben vagy egészben  a   Kosovo polje című horvát Wikipédia-szócikk ezen változatának fordításán alapul.  Az eredeti cikk szerkesztőit annak laptörténete sorolja fel. Ez a jelzés csupán a megfogalmazás eredetét és a szerzői jogokat jelzi, nem szolgál a cikkben szereplő információk forrásmegjelöléseként.